# Мессельський кар'єр
49°55′03″ пн. ш. 8°45′24″ сх. д. / 49.9175° пн. ш. 8.756667° сх. д.
Мессельський кар'єр (нім. Grube Messel) — закинутий кар'єр поблизу села Мессель (район Дармштадт-Дібург, земля Гессен) за 35 км на південний схід від Франкфурта-на-Майні, Німеччина. Там видобували бітумінозні сланці. Через велику кількість скам'янілостей кар'єр має важливе геологічне та наукове значення. 9 грудня 1995 року Мессельський кар'єр оголошено об'єктом Всесвітньої спадщини ЮНЕСКО.

## Історія
Буре вугілля, а пізніше горючі сланці активно добувалися тут з 1859 року. Численні скам'янілості спершу виявлені приблизно в 1900 році, але серйозні наукові розкопки почалися лише в 1970-х роках, коли падіння цін на нафту зробило видобуток у кар'єрі нерентабельним. Комерційний видобуток горючих сланців припинився в 1971 році, а цементний завод, побудований у кар'єрі, зупинився наступного року. Кар'єр планували використовувати як сміттєзвалище, але у 1991 році земля Гессен купила це місце, щоб забезпечити наукові дослідження.
Багато з відомих зразків з цього сайту отримано від колекціонерів-аматорів, і в 1996 році введено в дію амністію щодо раніше зібраних скам'янілостей, у надії повернути приватні колекції у державну власність і стати доступними для науки.

## Скам'янілості
Мессельський кар'єр містить рештки флори та фауни раннього еоцену. Більшості інших місцезнаходжень містять часткові скелети, але Мессель може похвалитися значним збереженням структурної цілісності, зберігши хутро, пір'я та відбитки шкіри деяких видів. Незвичайна збереженість викликала деякі аргументовані інтерпретації. Симптоматичні сліди укусів у формі «гантелі» з обох боків листкової жилки на скам'янілому листі були ідентифіковані як смертельна хватка мурашки-тесляра, паразитованого грибком Ophiocordyceps unilateralis.
Різноманітність видів є вражаючою частково внаслідок гіпотетичних періодичних викидів газу. Нижче наведено короткий опис деяких скам'янілостей, знайдених на цьому місці:
- Понад 10 000 скам'янілих риб різних видів
- Збереглися тисячі водних і наземних комах, деякі з чітким забарвленням
- Незліченні дрібні ссавці, включаючи карликових коней, великих мишей, приматів, наземних мешканців (їжаків, сумчастих, ящерів), трубкозубів і кажанів.
- Велика кількість птахів, особливо хижих видів.
- Крокодили, жаби, черепахи, саламандри та інші рептилії та амфібії
- Залишки понад 30 різних видів рослин, включаючи листя пальм, плоди, пилок, деревину, волоські горіхи та виноградну лозу.

Нижче наведено частковий список знайдених у кар'єрі решток тварин:

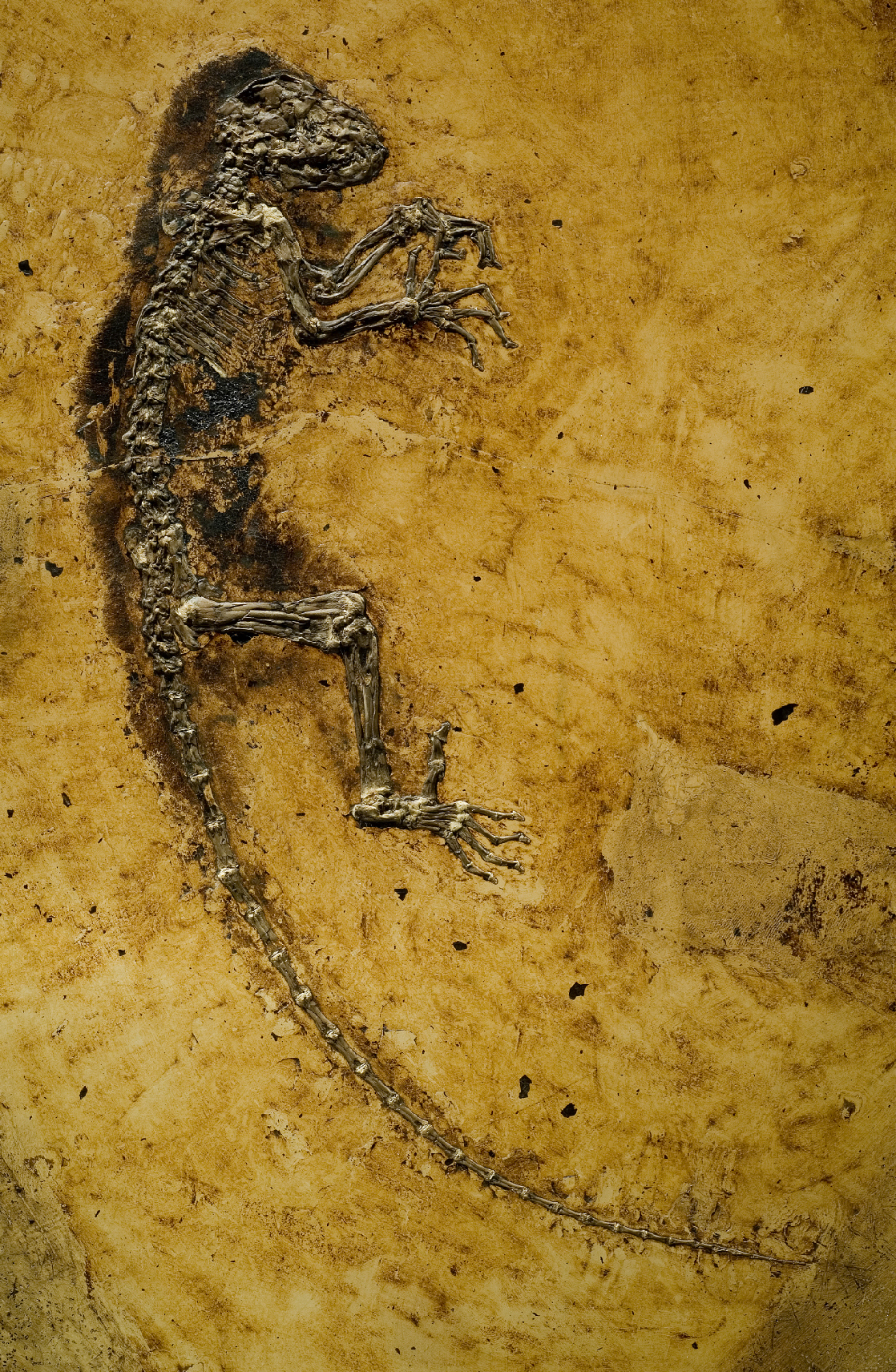
Darwinius masillae (голотип)

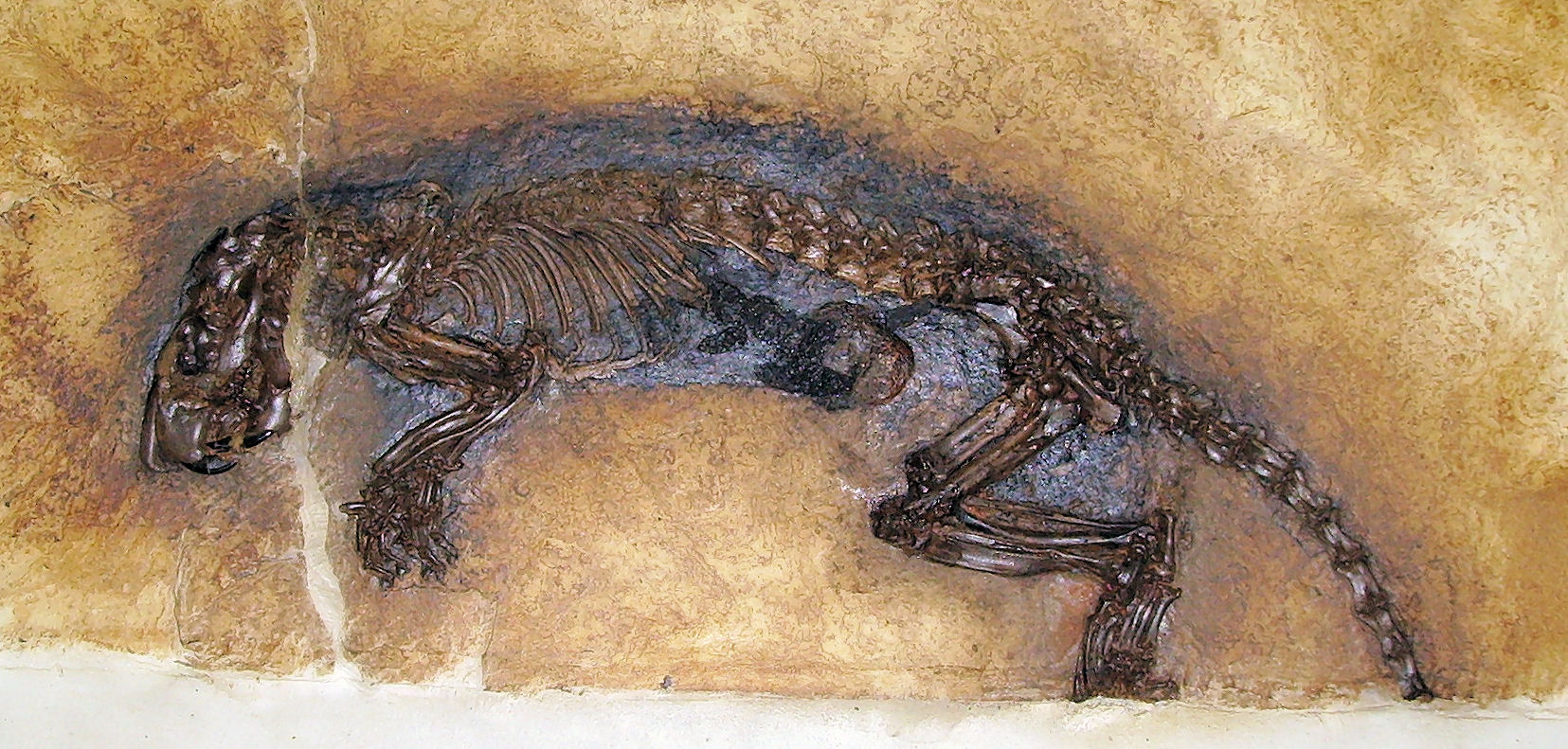
Masillamys в колекції Зенкенберга

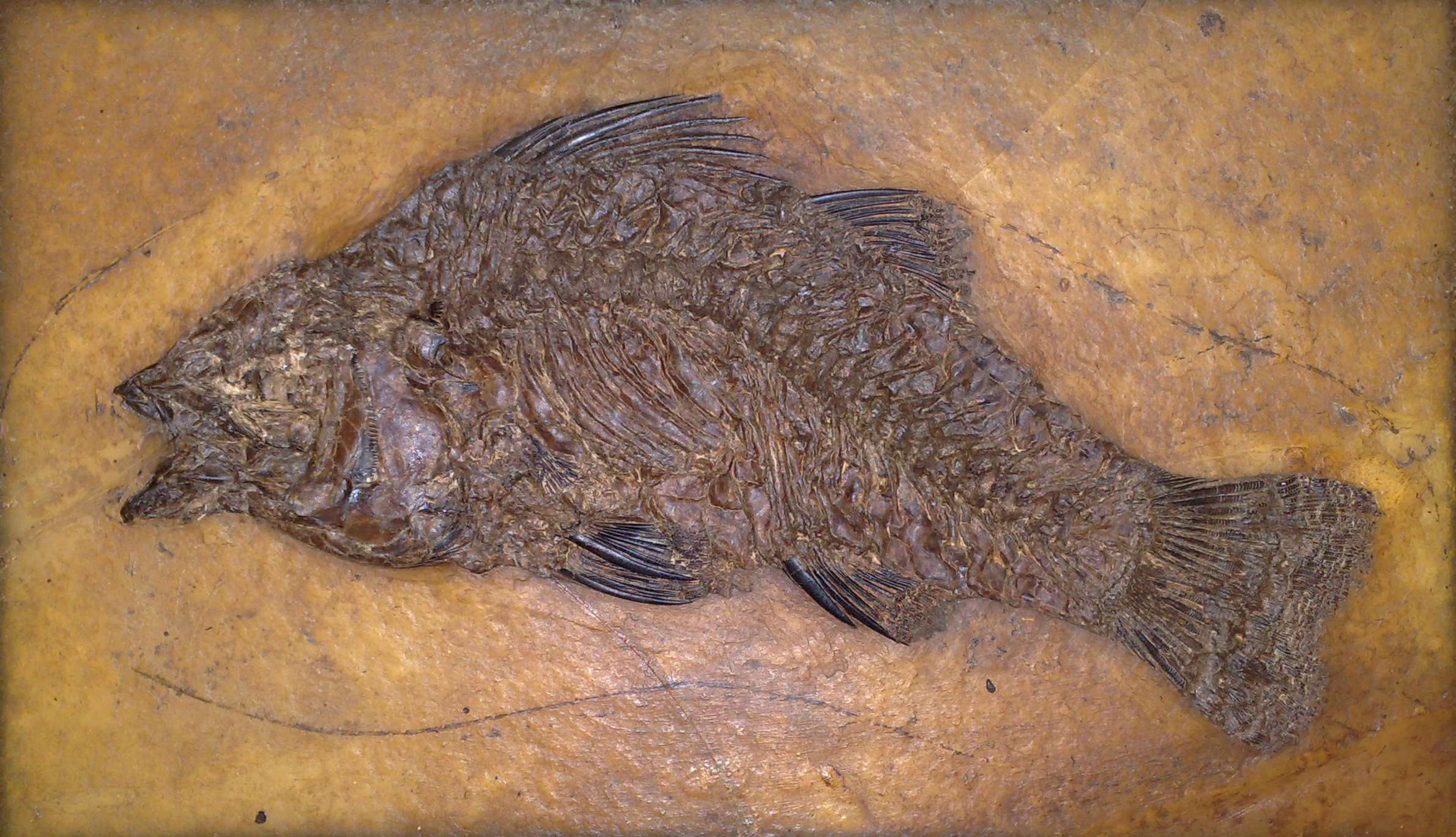
Ранній окунь Palaeoperca proxima

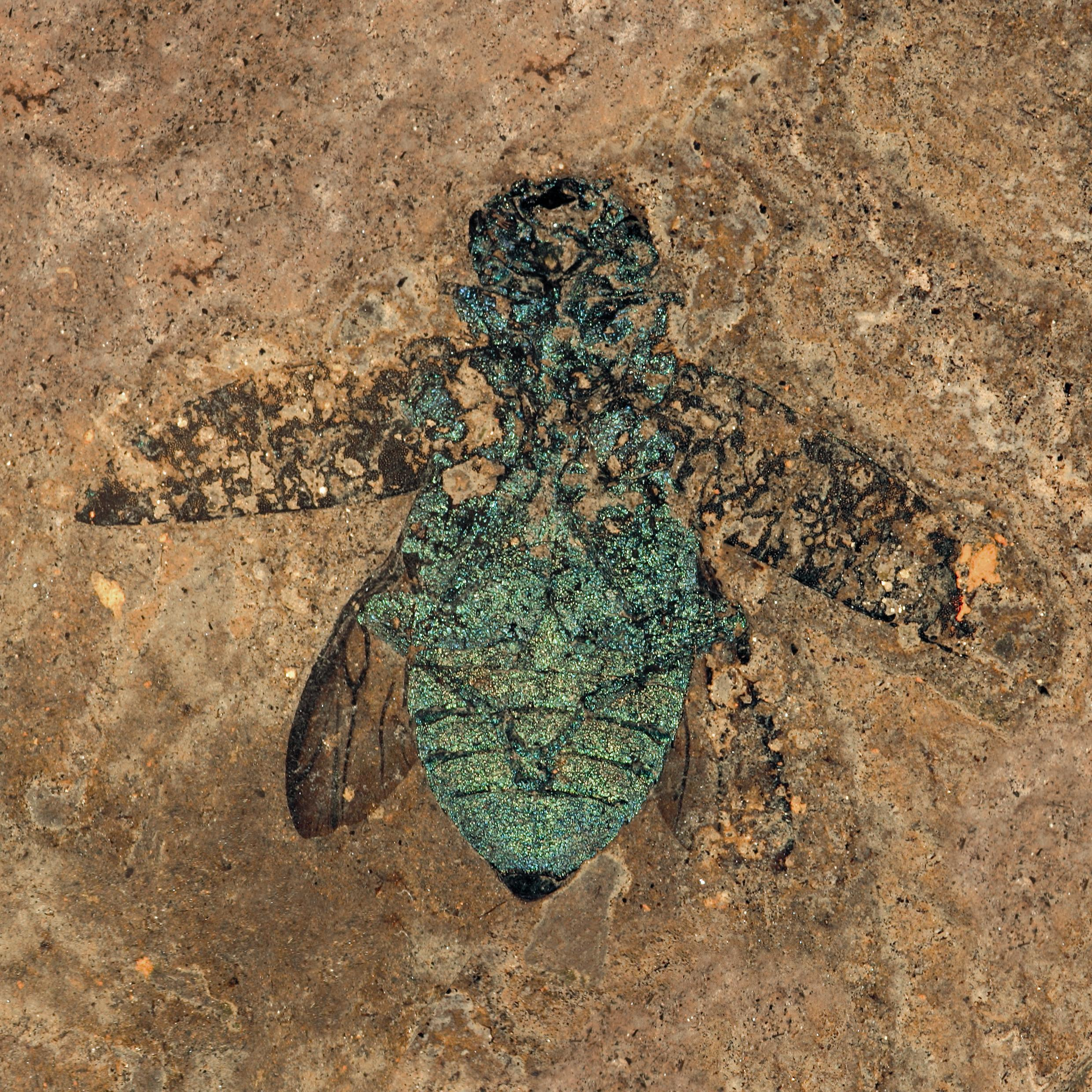
Викопний жук-златка, у якого видно забарвлення екзоскелета

### Ссавці
Darwinius masillae, ідентифікований у 2009 році як адапіформний примат
Kopidodon, вимерлий деревний цимолеста
Leptictidium, вимерлий всеїдний ссавець (з родини лептиктид)
Propalaeotherium, ранній родич коней
Ailuravus, гризун
Peradectes, сумчастий
Palaeochiropteryx, кажан
Lesmesodon, невеликий гієнодонтид
Eomanis, ранній ящер
Eurotamandua, безлусковий, схожий на мурахоїда ящір
Europolemur, примат
Гірахіус, предок носорогів
Paroodectes, ранній хижий ссавець
Pholidocercus, ранній їжак
Macrocranion, ранній довгохвостий їжак
Masillamys, ранній гризун
Messelobunodon, ранній парнокопитний
Godinotia, ранній примат
Buxolestes, напівводний, видроподібний цимолест

### Птахи
Palaeotis weigelti, ранній страус
Strigogyps sapea (раніше Aenigmavis) каріаміформ
Eocoracias, рання сиворакша
Messelornis
Masillastega, прісноводна сула
Lapillavis, можливий родич трогонідів
Cypseloramphus, базальний серпокрилець
Messelasturidae (Messelastur і Tynskya), хижі родичі сучасних папуг
Palaeoglaux, рання сова
Paraprefica, ранній поту
Paraortygoides, галліформний птах
Masillaraptor, ранній соколоподібний
Parargornis, ранній серпокрилець
Messelirrisor, крихітна буцеротиформа
Selmes, чепіга з короткими пальцями ніг
Гасторніс (раніше Diatryma), великий нелітаючий гусеподібний птах
Hassiavis, представник Cypselomorphae
Quasisyndactylus, представник рибалочок
Vanolimicola, сивкоподібні

### Рептилії
Asiatosuchus, великий крокодил
Diplocynodon, алігатор
Hassiacosuchus, алігатор-дурофаг
Bergisuchus,
Eoconstrictor fischeri, 2-метрові змії, що відносяться до неотропічних удавів, Boinae
Месселпитон, найстаріший відомий родич пітон
Cryptolacerta, ящірка, що має схожість з амфисбенами
Geiseltaliellus, ящірка, що має схожість з Corytophaninae
Allaeochelys crassesculpta, водні черепахи

### Риби
Амія
Amphiperca, ранній окунь
Palaeoperca, ще один ранній окунь
Atractosteus, панцирник

### Комахи
Напівкрилі
- Wedelphus dichopteroides[10]

Перетинчатокрилі
- Casaleia eocenica
- Cephalopone — Cephalopone grandis і Cephalopone potens
- Cyrtopone — Cyrtopone curiosa, Cyrtopone elongata, Cyrtopone microcephala і Cyrtopone striata
- Gesomyrmex pulcher
- Messelepone leptogenoides
- Pachycondyla eocenica
- Pachycondyla lutzi
- Pachycondyla messeliana
- Pachycondyla parvula
- Pachycondyla petiolosa
- Pachycondyla petrosa
- Protopone — Protopone? dubia, Protopone germanica, Protopone magna, Protopone oculata, Protopone sepulta, Protopone vetula
- Pseudectatomma — Pseudectatomma eocenica і Pseudectatomma striatula
- Titanomyrma gigantea
- Titanomyrma simillima

### Рослини
Ailanthus confucii,
Anacardium germanicum,
Camelliacarpoidea messelensis
Canarium
Cyclanthus messelensis
Myristicacarpum
Darmstadtia biseriata
Mytilaria boglei
Sloanea messelensis